# Бале, Умару
Умару Бале (фр. Oumarou Balé) — нигерский футболист, полузащитник национальной сборной Нигера.
22 мая 2014 года сыграл в товарищеском матче против сборной Украины, который состоялся на стадионе «Динамо» и стал первым матчем Нигера против европейской команды. Бале играл под 6 номером. Главный тренер Нигера Гернот Рор поставил Умару в стартовом составе, и на 56 минуте, после паса Абдул-Карима Лансина, он поразил ворота Андрея Пятова ударом головой, тем самым сравняв счёт в поединке. На 61-й минуте Умару был заменён на Амаду Мутари. Встреча закончилась поражением Нигера (2:1).